# Samurai Shodown (jeu vidéo, 1993)
Samurai Shodown (サムライスピリッツ, Samurai Spirits) est un jeu vidéo de combat en 2D développé et édité par SNK en 1993 sur Neo-Geo MVS, Neo-Geo AES et en 1994 sur Neo-Geo CD,,,. Porté sur de nombreuses plateformes, le jeu marqua le début d'une longue série.

## Chronologie
Bien que c'est le premier jeu de la série, l'histoire du jeu se déroule entre Samurai Shodown (2019) et Samurai Shodown III: Blades of Blood.

## Portage
En plus de la version Neo Geo, le titre est porté sur plusieurs plates-formes, comprenant la Super Nintendo et la Game Boy pour le constructeur Nintendo ; la Mega Drive, Game Gear, Mega-CD
 chez Sega ainsi que sur 3DO, FM Towns et PlayStation. Les versions cartouches sont gérées par l'entreprise Takara, la version 3DO est portée sur CD-ROM par Crystal Dynamics, et par Funcom pour le portage sur Mega-CD. La version 3DO ajoute une option pour sauvegarder le jeu,.
La version Mega Drive est privée du zoom automatique, qui affiche un gros plan lors d'une action précise. Les versions Mega Drive et Mega-CD sont également marquées par l'absence du personnage de Earthquake ainsi que son décor dans lequel il combat.

## Histoire
L'action se déroule au XVIIIe siècle au Japon, plus précisément entre 1788 et 1789. Des libertés sont prises avec l'Histoire, permettant l'utilisation de personnages étrangers, déjà morts ou ne pouvant être nés à cette période.

## Système de jeu
Tout en reprenant les caractéristiques de base de Street Fighter II, Samurai Shodown voit son gameplay enrichi de nombreuses modifications, comme l'utilisation d'armes blanches, une jauge POW se remplissant au fil du combat et permettant de déclencher des attaques plus puissantes (une sorte de barre de furie), ou un système de zoom similaire à celui d'Art of Fighting.

## Personnages
- Haohmaru (protagoniste)
- Nakoruru
- Charlotte
- Earthquake
- Galford
- Genan Shiranui
- Hanzo Hattori, personnage inspiré de Hanzō Hattori
- Jubei Yagyu, inspiré de Yagyū Jūbei Mitsuyoshi
- Kyoshiro Senryo
- Tam Tam
- Ukyo Tachibana
- Wanfu
- Shiro Tokisada Amakusa, le boss, inspiré de Shirō Amakusa

## Accueil
Le mensuel Player One attribue une note de 90% à la version Mega-CD de Samurai Shodown, notant les qualités de la version originale conservées pour ce portage malgré certains bugs d'affichage. Le magazine Consoles + évalue le portage Mega Drive avec une note de 93, soulignant que le portage est un « exploit » pour la console et qu'il s'agit de « la meilleure adaptation 16 bits à ce jour ». 
Joystick note le portage 3DO Interactive Multiplayer avec une note de 90, avec une technique « irréprochable » mais qui a pour gros défaut une qualité sonore relativement médiocre. Même constat pour Génération 4 concernant l'audio du jeu de la version 3DO, qui lui octroie la note de 82%.